# Efeito tesoura (economia)
O efeito tesoura é um fenômeno econômico durante o qual um grupo de trabalhadores de um setor de atividade vê sua renda diminuir devido à queda no preço de sua produção, enquanto os preços médios dos bens que compra se mantêm inalterados ou aumentam. Esse fenômeno produz um descompasso crescente entre a renda do trabalho do indivíduo e o custo de vida, reduzindo assim seu poder de compra. Este fenômeno pode ocorrer no nível de um país se ele for muito especializado.

## Conceito
Historicamente, o efeito tesoura ocorre em relação aos preços agrícolas. Eles caíram nas décadas de 1920 e 1930, reduzindo a renda dos agricultores, enquanto os preços dos bens industriais aumentaram, aumentando a renda dos trabalhadores da indústria. Observamos isso nos países do Leste Europeu, então, durante a Grande Depressão, nos Estados Unidos.
O fenômeno é acentuado pelo fato de os agricultores terem que investir regularmente em novas máquinas, o que aumenta seus custos sem que sejam imediatamente compensados.
O termo efeito tesoura vem da representação gráfica do efeito. Se representarmos esse efeito em um gráfico, com o tempo no eixo x e as duas curvas de preço no eixo y, observamos uma forma de tesoura (preços de compra estáveis ou em alta, preços de venda em queda).